# Közösségi Fajtaoltalmi Hivatal
A Közösségi Fajtaoltalmi Hivatal  (más néven Közösségi Növényfajta-hivatal), angolul Community Plant Variety Office (rövidítése: CPVO) az Európai Unió  által biztosított növényfajta-oltalmi jogok rendszerét irányító szakosított szerv. Önfinanszírozó közösségi ügynökség.  1995-ben alapították. Székhelye Angers, Franciaország. Igazgatója Martin Ekvad. Alkalmazottainak száma 45.  
Közösségi növényfajta-oltalom tárgyát képezheti valamennyi növényrendszertani nemzetséghez és fajhoz tartozó fajta, ideértve többek között a nemzetségek és fajok közötti hibrideket is. Közösségi növényfajta-oltalomban részesülhetnek azok a fajták, amelyek megkülönböztethetők, egyneműek, állandóak és újak.

## Célja és feladatai
A CPVO előmozdítja az innovációt a növényfajták nemesítése terén azáltal, hogy szakszerű és alapos eljárás keretében (megfizethető díjszabás mellett) elbírálja a közösségi növényfajta-oltalom iránti kérelmeket, továbbá segítséget és szakpolitikai iránymutatást nyújt az érdekelteknek oltalmi jogaik érvényesítésében. A valamennyi EU-tagállamra kiterjedő hatályú oltalom  biztosítja, hogy a növénynemesítők kutatásra és innovációra fordított beruházásai megtérüljenek. Az oltalom  25 évre szól (30 évre bizonyos burgonyafélék, illetve szőlő- és fafajták esetében).

## Szervezeti felépítése
A CPVOt  elnök vezeti, aki az igazgatási tanácsnak tartozik beszámolási kötelezettséggel. Az igazgatási tanács a 28 EU-ország képviselőiből, az Európai Bizottság képviselőiből, valamint megfigyelőkből áll. Költségvetési szerve az igazgatási tanács. 